# Відкриваючи паралель
«Відкриваючи паралель: романтика» (англ. Unveiling a Parallel: A Romance) — феміністичний науково-фантастичний та утопічний роман, опублікований 1893 року. Перше видання книги приписувало авторство «Двом жінкам Заходу». Це були Аліса Ільгенфріц Джонс та Елла Робінсон Мерчант, письменниці, які мешкали Сідар-Рапідс, штат Айова.

## Жанр
Роман є одним із великої кількості творів фантастики, утопічної та антиутопічної фантастики, які характеризують кінець ХІХ та початок ХХ століть.
Феміністичні питання та підходи були важливими у цій хвилі популярної літератури. Хоча жінки-письменниці зазвичай відстоювали феміністичні ідеї та цінності (як у «Мізорі» Мері Е. Бредлі Лейн та «Новій Амазонії» Елізабет Бургойн Корбетт), були й винятки: консервативні та традиційно орієнтовані жінки, які використовували фантастику для аргументації проти фемінізму (як у «Республіці майбутнього» Анни Боумен Додд).

## Історія
Джонс і Мерчант відрізнялися від деяких інших феміністичних письменниць свого покоління (наприклад, Корбетт і Лейн, згаданих вище) тим, що зробили свого вигаданого протагоніста чоловіком, а не жінкою. Їхній герой вирушає на планету Марс на «аероплані» (цей термін з'явився у Франції в 1879 році; цей роман став одним із перших випадків використання цього слова в англійській мові). Безіменний мандрівник відвідує два різні «марсіанські» суспільства; в обох існує рівність між чоловіком і жінкою. В одній, Палеверії, жінки перейняли негативні риси чоловіків; у Каскії, іншій країні, гендерна рівність «зробила обидві статі добрими, люблячими та щедрими».
Технологічний рівень на обох планетах порівнянний; марсіани покладаються на марсіанських коней для транспортування. Оповідач спочатку потрапляє в марсіанську країну Палеверію, яка є капіталістичною республікою з чітким класовим поділом; люди вегетаріанці і одягаються у вільні мантії. Їхні будинки (принаймні серед аристократів) класичні та палацові, з мармуровою підлогою та статуями, шовковими завісами та фресками на стінах. Жінки в Палеверії мають право голосу, займають політичні посади та керують бізнесом; вони самі роблять пропозицію чоловікам, займаються сексом з чоловіками-повіями і навіть беруть участь у борцівських поєдинках.
Мандрівник зупиняється в астронома на ім'я Северніус у місті Турсія; він старанно вчиться і вивчає мову. Северніус виступає його провідником у палеверійському суспільстві, так само як і вродлива сестра астронома Елодія. Оповідач незабаром закохується в Елодію, але шокований її розкутими рисами та звичками. Елодія — за фахом банкірка; вона п'є алкоголь і вживає марсіанський наркотик, має романи з чоловіками і врешті-решт у неї є позашлюбна дитина.
Северніус, зі свого боку, розпитує оповідача про Землю, і мандрівникові важко дати логічні та прийнятні пояснення багатьох земних звичаїв, головним чином пов'язаних із відмінностями між статями. Оповідач жахається жінками, які займаються бойовими мистецтвами — і Елодія також засуджує це; але вона також засуджує чоловічі боксерські поєдинки, які мандрівник приймає як природні. Оповідач і Северніус обговорюють кілька інших питань, включаючи жінок, зокрема зосереджених навколо їх природи, яка, як стверджує оповідач, притаманна всім жінкам, тоді як Северніус стверджує, що характер повністю залежить від особистості та є окремою сферою, ніж стать.
Під час прогулянки з Елодією оповідач обговорює з нею багато з цих відмінностей і тривогу, яку він відчуває на планеті. Він наполягає на тому, що вона краща, ніж та версія себе, яку вона представляє, і проштовхує більш консервативну версію жіночності, яку, на його думку, вона могла б втілити. Саме тоді Елодія відкриває, що у неї є позашлюбна дитина, на яку вона не претендує. Оповідач глибоко шокований, коли дізнається про позашлюбну доньку Елодії; він їде в гості до Каскії. Ця північна країна має більш кооперативний та егалітарний соціальний та економічний устрій, ніж Палеверія. Її мешканці культивують інтелектуальні, мистецькі та духовні якості. Каскія наближається до статусу марсіанської утопії. У місті Лунісмар мандрівник знайомиться з іншою марсіанкою, Аріадною, більш традиційно жіночною за консервативними земними мірками. Він вважає її «найвищим і найчистішим створінням під небом». Він також зустрічає шанованого вчителя на ім'я Майстер; вони ведуть довгу духовну бесіду. Оповідач повертається на Землю.
«Відкриваючи паралель» було передруковано в кількох сучасних виданнях.

## Аналіз
Джонс і Мерчант працювали над тим, щоб їхній вигаданий світ на Марсі був дуже схожий на їхній власний світ, щоб було легше порівнювати відмінності між ними. Технології на обох планетах навіть однакові. Наприклад, марсіани також використовують кінні екіпажі для пересування. Такий фокус на зіставленні двох світів у художній літературі був поширений у ХІХ столітті і був відомий як «реалізм». Це не обов'язково означає, що історія виглядає так, ніби вона могла статися насправді, але що звичайні люди могли подумати, що вона схожа на їхнє власне життя, і могли б поставити себе в цю історію. «Пересічні люди», однак, означали дуже специфічну групу в Америці, а саме зростаючий середній клас країни. Роблячи новий світ знайомим для середнього класу, Мерчант і Джонс натякають на можливість рівності між статями і на те, як це може спрацювати в їхньому американському житті. Вони також намагаються зробити це, створюючи постійні дебати між Северніусом і мандрівником. Щоразу, коли мандрівник стикається з чимось новим на Марсі, він розгублюється, ставить багато запитань і пояснює, чому, на його думку, на Землі все працює інакше. Потім Северніус може пояснити, чому марсіани роблять це інакше, щоб кожен, хто читає оповідання, міг побачити аргумент, який Джонс і Мерчант намагаються навести про те, чому рівність між чоловіками і жінками була б можливою в Америці. Наприклад, Северніус розповідає мандрівникові, що на Марсі жінкам дозволено голосувати, бо вони є частиною суспільства. Мандрівник намагається пояснити, чому жінки не мають таких прав на Землі, посилаючись на закони щодо володіння землею як на вимогу для голосування. Але коли Северніус дізнається, що жінки на Землі можуть володіти землею за певних обставин, але все одно не мають права голосу, він зазначає, що це несправедливо. Жінки в Америці сперечалися про те ж саме, і недопущення жінок-землевласниць до голосування розлютило багатьох жінок настільки, що вони почали шукати способи отримати право голосу.
Але навіть якщо Джонс і Мерчант говорили про права жінок, вони говорили про них не так, як інші феміністки того ж часу. Жінки Палевері набагато більш сексуально вільні, ніж вважали жінки ХІХ століття, навіть багато з тих, хто прагнув жіночої свободи. Той факт, що жінки мають доступ до чоловіків-повій і що Елодія має позашлюбну дитину, про яку вона нікому не говорить, є проблемою для інших марсіан. Однак це не тому, що вона жінка, як у випадку з мандрівником. Марсіани засмучені вчинком Елодії, бо вважають її ще однією людиною, яка піддалася сексуальній спокусі, як і багато людей. Розмови про сексуальну свободу були питанням, яке багато феміністок ХІХ століття не хотіли обговорювати, і через це багато жінок у феміністичних колах не погоджувалися і воювали одна проти одної. Джонс і Мерчант, можливо, не хотіли, щоб жінки мали чоловіків-повій, а просто хотіли «розкрити паралель» і різні стандарти, яких дотримуються чоловіки і жінки, коли справа доходить до людських помилок. Навіть Северніус каже мандрівникові, що хоча він і не в захваті від ідеї, що жінки займаються сексом поза шлюбом, немає сенсу в тому, що чоловіки повинні бути вільнішими в цьому, ніж жінки. «Яка можлива причина, чому чоловіки більше, ніж жінки, повинні мати привілей віддаватися пороку?»
Оскільки історія є утопічним суспільством, де жінки мають більше прав, ніж вони мали в Америці ХІХ століття, історію часто порівнюють із «Їїзем'ям» Шарлотти Перкінс Гілмен. Окрім простого розгляду схожих проблем, обидві історії розповідаються з точки зору сторонньої людини, яка певним чином пов'язана з їхнім сучасним американським суспільством. Використання оповідача-чоловіка, який, як правило, не позитивно ставиться до ідеї прав жінок, для пояснення «недоліків» суспільства, яке навіть частково контролюється жінками, надає романам гумору. Знову ж таки, історія Джонс і Мерчант набагато радикальніша, ніж у Гілман. Вони обговорюють сексуальну свободу тоді, як Гілман вирішила повністю уникнути цього питання, і вони також повністю уникнули кліше про шлюб у фіналі. Мандрівник пропонує Елодії одружитися, але вона відмовляє йому, а потім розкриває свою таємну дитину, що змушує його розлюбити її.
Однак питання прав жінок — не єдині політичні проблеми, про які говорять автори у своїй історії. Палеверія страждає від багатьох з тих самих проблем, що й Америка в той час. Класові відносини, які були дуже великою проблемою в Америці, що викликала багато напруги і гніву, присутні і на Марсі. Коли Северніус показує оповідачеві святиню, яку він збудував у себе вдома, він каже, що йому сумно, що він вирішив привезти її з іншого марсіанського суспільства, тому що замість того, щоб заохочувати людей бути більш релігійними, стало «аристократично мати власну приватну святиню і взагалі не ходити до церкви, хіба що з поблажливості, щоб покровительствувати масам». Навіть те, що повинно об'єднувати людей, наприклад, релігія, заплуталося у відмінностях між багатими і бідними, показуючи, наскільки глибокою є проблема в марсіанському суспільстві. Ці негативні відносини між багатими і бідними були дуже схожі на класові конфлікти, з якими американці мали справу в епоху прогресизму. У той час як багато людей почали вірити, що люди, які мають занадто багато грошей, можуть спричинити погані речі, люди ставали багатшими, ніж будь-хто коли-небудь, що призвело до багатьох розбіжностей і напруженості між вищими і нижчими класами. Показуючи це на прикладі власного суспільства, Мерчант і Джонс намагаються показати, до чого може призвести ця напруженість, якщо її не зупинити.
Мерчант і Джонс також піднімають інші політичні питання, коли мандрівник залишає Палеверію і вирушає до друзів Северніуса в Каскію. У Каскії оповідач зупиняється у людини, яку знає лише як Майстра. Протягом останньої частини роману Майстер діє так само, як і Северніус на початку історії, вступаючи в дискусію з оповідачем, щоб показати тим, хто читає роман, логіку багатьох рішень, що приймаються суспільством. Він засуджує способи, які люди на Землі обирають для сповідування релігії, тому що вони не «відокремлюють духовний сенс слів Христа від їх буквального значення». Він вважає, що американці більше зосереджені на образах і символах релігії, ніж на її змісті. Прогресисти наводили схожі аргументи про релігію і про те, як різниця між добром і злом стає все більш розмитою для людей, і як багато реформаторів зосереджувалися на аморальності і відсутності релігії в людях як на причині політичних проблем, які переживала країна. Вони вірили, що зможуть вирішити ці проблеми, усунувши всі пороки з життя людей. Майстер стверджує, що віра в те, що людська природа має недоліки, означає віру в те, що Бог створив щось недосконале, що здається неповагою до ідеалів, які вони самі створюють.

## Авторки
Еліс Ільгенфріц Джонс (1846—1905) протягом своєї кар'єри написала й інші романи: «Висока позначка води» (1879), «Беатріс з Байо-Теш» (1895) і «Кавалер ордену Святого Дениса» (1900). Вона також писала короткі белетристичні та подорожні нариси. Елла Робінсон Мерчант (1857—1916) разом зі своїм чоловіком Стоддардом Мерчантом володіла газетами в Монтані та Айові та продовжувала керувати газетою Cedar Rapids Daily Republican після його смерті. Інших художніх творів вона не видавала.